# 佛耳湖镇
官亭乡，是中华人民共和国河南省许昌市长葛市下辖的一个乡镇级行政单位。位于长葛市北部，距市区7千米。

## 历史
1966年建官亭公社，1984年改乡。面积57.8平方千米，1997年有人口4.3万。

## 行政区划
官亭乡下辖以下地区：
柳树庙村、官亭村、舒庄村、奎府村、九牛站村、簸箕杨村、冢杨村、铁炉村、周庄村、四三府村、陈官庄村、岗胡村、辛集村、黑董村、麻店村、佛尔岗村、大孟村、李良店村、岗李村、尚庄村、东桂庄村、申庄村、秋庄村和刘庄村。

## 交通
- 京广铁路：官亭站